# تپه بیگلر
تپه بیگلر مربوط به دوران‌های تاریخی پس از اسلام است و در شهرستان آوج، بخش آبگرم، روستای بیگلر واقع شده و این اثر در تاریخ ۲۲ مرداد ۱۳۸۴ با شمارهٔ ثبت ۱۳۲۳۰ به‌عنوان یکی از آثار ملی ایران به ثبت رسیده است.